# Dascyllus flavicaudus
Dascyllus flavicaudus es una especie de peces de la familia Pomacentridae en el orden de los Perciformes.

## Morfología
Los machos pueden llegar alcanzar los 12 cm de longitud total.

## Hábitat
Es un pez de mar.

## Distribución geográfica
Se encuentra al sudeste de Oceanía, incluyendo las Islas de la Sociedad, las Tuamotu y Pitcairn.